# Zinkselenide
Zinkselenide is de anorganische verbinding tussen de elementen zink en seleen.
Zinkselenide is bij normale temperaturen een geel tot bruine vaste stof. Het materiaal heeft de zinkblende-structuur en is een halfgeleider met een bandgap van 2,6 eV (476 nm). Doordat deze bandgap overbrugd kan worden met de energie van een foton in het blauwe deel van het zichtbare spectrum is het materiaal een doorzichtig geel materiaal. De diëlektrische constante van zinkselenide is 8,976.
Het is mogelijk van zinkselenide een venstermateriaal met een goede doorzichtigheid te maken. Deze vensters vinden vooral toepassing in de spectroscopie, vooral van het infrarode deel van het spectrum, en als lenzen bij de koolstofdioxidelaser. Het materiaal is namelijk vooral ook in een breed deel van het infrarode gebied van het spectrum volledig doorschijnend. Het feit dat het louter is opgebouwd uit twee vrij zware elementen, zink en seleen, is daar een oorzaak van. Er worden ook wel lenzen van het materiaal geslepen, wederom voor gebruik met infrarode straling, zoals in militaire nachtzichtapparatuur.
Zinkselenide heeft een kubische kristalstructuur (a = 565,7 pm), waarbij zowel zink als seleen tetraëdrisch omringd zijn.